# Eumecosomyia humbletoni
Eumecosomyia humbletoni är en tvåvingeart som beskrevs av Steyskal 1966. Eumecosomyia humbletoni ingår i släktet Eumecosomyia och familjen fläckflugor.
Artens utbredningsområde är Guatemala. Inga underarter finns listade i Catalogue of Life.